# Antepipona silaos
Antepipona silaos är en stekelart som först beskrevs av Henri Saussure 1853.  Antepipona silaos ingår i släktet Antepipona och familjen Eumenidae. Utöver nominatformen finns också underarten A. s. quartinae.